# Ouled Si Ahmed
Ouled Si Ahmed (em árabe: أولاد سي أحمد) é uma comuna localizada na província de Sétif, Argélia. Sua população estimada em 2008 era de  habitantes.